# Supernova tipa Ia
Supernova tipa Ia je tip supernove koja se javlja u binarnim sistemima (dve zvezde koje orbitiraju jedna oko druge) u kojoj je jedna od zvezda beli patuljak. Druga zvezda može biti bilo šta, od džinovske zvezde do još manjeg belog patuljka.
Fizički, ugljenično-kiseonični beli patuljci sa niskom stopom rotacije ograničeni su na manje od 1,44 solarne mase (M☉). Iznad ove „kritične mase“, oni se ponovo pale i u nekim slučajevima pokreću eksploziju supernove; ova kritična masa se često naziva Čandrasekarova masa, ali se neznatno razlikuje od apsolutne Čandrasekarove granice, gde pritisak degeneracije elektrona nije u stanju da spreči katastrofalni kolaps. Ako beli patuljak postepeno povećava masu od binarnog pratioca, ili se spaja sa drugim belim patuljkom, opšta hipoteza je da će jezgro belog patuljka dostići temperaturu paljenja za fuziju ugljenika kako se približava Čandrasekarovoj masi. U roku od nekoliko sekundi od iniciranja nuklearne fuzije, značajan deo materije u belom patuljku prolazi kroz reakciju beženja, oslobađajući dovoljno energije (1–2×1044 J) da se zvezda odvoji u eksploziji supernove.
Kategorija supernove tipa Ia proizvodi prilično konzistentan vršni sjaj zbog ove fiksne kritične mase pri kojoj će beli patuljak eksplodirati. Njihova konzistentna vrhunska osvetljenost omogućava da se ove eksplozije koriste kao standardne sveće za merenje udaljenosti do njihovih galaksija domaćina: vizuelna magnituda supernove tipa Ia, posmatrana sa Zemlje, ukazuje na njenu udaljenost od Zemlje.

## Spoljašnje veze
- List of all known Type Ia supernovae Архивирано на веб-сајту  (2. фебруар 2022) at The Open Supernova Catalog Архивирано на веб-сајту  (3. март 2016).
- Falck, Bridget (2006). „Type Ia Supernova Cosmology with ADEPT”. Johns Hopkins University. Архивирано из оригинала 2007-10-30. г. Приступљено 2007-05-20.
- „Sloan Supernova Survey”. Sloan Digital Sky Survey. 27. 2. 2007. Приступљено 2007-05-25.
- „Novae and Supernovae”. peripatus.gen.nz. Архивирано из оригинала 2007-08-15. г. Приступљено 2007-05-25.
- „Source for major type of supernova”. Pole Star Publications Ltd. 6. 8. 2003. Приступљено 2007-11-25. (A Type Ia progenitor found)

- „Novae and Supernovae explosions found”. peripatus.gen.nz. Архивирано из оригинала 2007-08-15. г. Приступљено 2007-05-25.
- SNFactory Shows Type Ia ‘Standard Candles’ Have Many Masses (March 4, 2014)